# Anime on Demand
Anime on Demand là một trang web của Anh/Pháp dành cho việc stream anime hợp pháp tại Vương quốc Anh và Ireland. Được thành lập vào tháng 4 năm 2011, trang web này là một dự án giữa nhà phân phối anime của Pháp Kazé SAS và một số nhà phân phối anime của Anh và Pháp, bao gồm Manga Entertainment, Beez Entertainment và MVM Films. Ban đầu được lưu trữ bởi Anime News Network, Phiên bản 1.0 của trang web, được lưu trữ bởi Viz Media Europe, đã ra mắt dưới dạng open beta vào tháng 12 năm 2011. Vào tháng 12 năm 2013, họ tuyên bố đóng cửa và hợp nhất trang web này với Animax UK.

## Anime được stream
- A Dark Rabbit Has Seven Lives[8]
- C[9]
- Dantalian[8]
- Deadman Wonderland[10]
- Future Diary[11]
- Lagrange: The Flower of Rin-ne[12]
- Maken-ki![13]
- Maoyu
- My Teen Romantic Comedy SNAFU[14]
- Nichijou[15]
- Nura: Rise of the Yokai Clan[3]
- R-15[8]
- Persona 4: The Animation[16]
- Sekai-ichi Hatsukoi[17]
- Steins;Gate[15]
- Tiger & Bunny[3]
- Twin Angel: Twinkle Paradise[8]
- Un-Go[18]
- Usagi Drop[19]